# Brachinus
Жуки-бомбардиры, или бомбардиры (лат. Brachinus), — род жуков-бомбардиров, относящийся к семейству жужелиц.

## Распространение
Всесветное, кроме Австралии и Новой Зеландии.

## Описание
Длина от 5 до 15 мм. Надкрылья обычно тёмные, а голова, грудь и ноги ярких оранжево-красных цветов. Личинки — эктопаразиты куколок водолюбов, вертячек и других жуков. Взрослые особи обитают под камнями, брёвнами, в расщелинах, часто обществами.
Своё название эти жуки получили благодаря своеобразному защитному механизму. Они способны более или менее прицельно выстреливать из желёз в задней части брюшка саморазогревающейся смесью химических веществ. Смесь гидрохинонов и пероксида водорода под действием ферментов (каталаза и пероксидаза) образует молекулярный кислород. Он окисляет гидрохиноны до хинонов (в основном 2-метил-1,4-бензохинон). Температура смеси в момент выстрела достигает 100 °C, а её выброс сопровождается громким звуком.

## Классификация
Более 300 видов. Для фауны СССР указывалось 20 видов. Выделяют 8 подродов.
- Brachinus (Brachinoaptinus)
  - Brachinus albarracinus
  - Brachinus andalusiacus
  - Brachinus angustatus
  - Brachinus baeticus
  - Brachinus bellicosus
  - Brachinus italicus
  - Brachinus olgae
  - Brachinus pateri
  - Brachinus pecoudi
  - Brachinus testaceus
- Brachinus (Brachinus)
  - Brachinus alexandri
  - Brachinus berytensis
  - Brachinus crepitanstypus
  - Brachinus efflans
  - Brachinus ejaculans
  - Brachinus elegans
  - Brachinus plagiatus
  - Brachinus psophia
- Brachinus (Brachynidius)
  - Brachinus bodemeyeri
  - Brachinus brevicollis
  - Brachinus catalonicus
  - Brachinus costatulus
  - Brachinus explodens
  - Brachinus glabratus
  - Brachinus hoffmanni
  - Brachinus maublanci
  - Brachinus nigricornis
  - Brachinus pectoralis
  - Brachinus sclopeta
  - Brachinus sichemita
  - Brachinus variventris
- Brachinus (Brachynolomus)
  - Brachinus immaculicornis
- Brachinus (Cnecostolus)
  - Brachinus bayardi
  - Brachinus bipustulatus
  - Brachinus cruciatus
  - Brachinus exhalans
  - Brachinus hamatus
  - Brachinus quadriguttatus
- Brachinus (Dysbrachinus)
  - Brachinus humeralis
- Другие виды
  - Brachinus adustipennis
  - Brachinus nobilis